# Sindrome del bambino scosso
La sindrome del bambino scosso (SBS) indica una varietà di segni e di sintomi, in bambini sotto l'anno di età, secondari allo scuotimento violento o a traumi della testa (raramente). La sindrome si caratterizza per danni neurologici che variano dal coma fino alla morte. Estremamente comune è il riscontro di ematomi subdurali (generalmente bilaterali) o meno frequentemente di emorragie subaracnoidee, encefalomalacia ed edema cerebrale, emorragie retiniche e fratture scheletriche (in particolare delle ossa lunghe e delle coste posteriori).

## Storia
La prima descrizione della “sindrome del bambino scosso” in alcuni bambini con fratture multiple ed ematomi cranici subdurali risale al 1946. La prima segnalazione su una rivista medica del tipico quadro fundoscopico è successiva di vent'anni. Solo nel 1972 John Caffey, l'autore della prima segnalazione del 1946, pubblicò il lavoro che sancì definitivamente il nome della sindrome.

## Descrizione
Le caratteristiche lesioni del sistema nervoso centrale e delle altre sedi sono provocate dal violento scuotimento del bambino. Tale scuotimento determina un'azione lesiva meccanica correlata alle brusche accelerazioni e decelerazioni cui viene sottoposto l'encefalo, i vasi cerebrali e più in generale tutti i tessuti. Le forze generate dallo scuotimento possono provocare lo stiramento degli assoni della sostanza bianca cerebrale e talvolta la loro rottura completa.
Alcune caratteristiche anatomiche peculiari del neonato e del lattante favoriscono il determinarsi dei danni biomeccanici già descritti: fondamentale è il notevole volume e peso del capo in rapporto al resto della massa corporea, l'ipotonia della muscolatura paraspinale cervicale (che causa il tipico "ciondolamento" della testa dei primi mesi di vita), l'elevato contenuto acquoso del sistema nervoso centrale immaturo, la non completa mielinizzazione delle fibre nervose e l'elevato volume degli spazi subaracnoidei paragonato all'ancora modesto volume cerebrale.
Tipici e praticamente patognomonici sono i quadri fundoscopici in questa condizione: numerose emorragie intraretiniche e subialoidee, localizzati distacchi emorragici della coroide e sottili pieghe retiniche. Il riconoscimento di una “sindrome del bambino scosso” pone all'oftalmologo gravi responsabilità medico-legali per le ovvie implicazioni penali. Le emorragie retiniche possono potenzialmente essere diagnosticate anche con la risonanza magnetica. In tal caso la risonanza magnetica potrebbe portare a una diagnosi incidentale, ovvero quando la origine traumatica dei sintomi neurologici non sia stata inclusa nel novero della diagnostica differenziale da parte dei sanitari o del servizio di assistenza sociale.

## Varianti della sindrome
Il termine anglosassone “shaken impact syndrome” indica invece una variante della “sindrome del bambino scosso”, nella quale il bambino non è semplicemente scosso furiosamente, ma è gettato con violenza contro una superficie fissa, anche non necessariamente dura e rigida.